# Kursiv

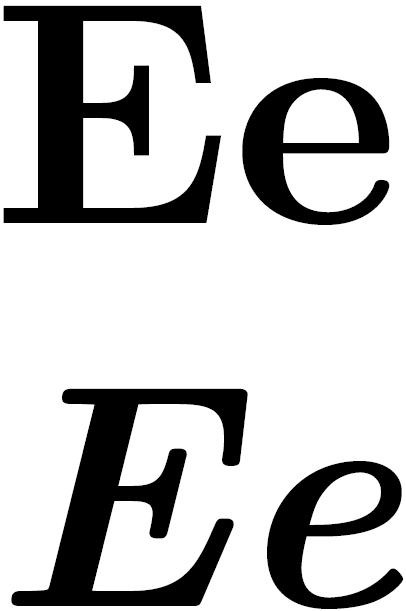
Exempel på normal text och kursiv text

Kursiv (av medeltidslatin: cursivus, till latin: curro, ”löpa”), eller snedställt, är en högerlutande bokstavsform inom såväl typografi som paleografi. 

## Historia
Den kursiva skrivstilen uppstod som en snabbskrift i påvens kansli på 1400-talet, och kallas därför på italienska lettera corsiva cancellaresca. Som trycktyper lanserades den kursiva stilen 1501 av boktryckaren Aldus Manutius och stämpelskäraren Francesco Griffo. Kursiven utgjorde då en egen stilsort, eller ”typsnitt” om man så vill, och en hel bok kunde sättas med kursiv. Från 1500-talets mitt kom rak och kursiv stil att betraktas som varianter av ett typsnitt. I dag har de flesta typsnitt rak och kursiv variant, som utgör två olika fonter.

## Oblik
Vissa typsnitt har en oblik (av lat. obliquus ’böjd’) variant snarare än en kursiv (exempelvis teckensnittet Optima). Den oblika stilen kan beskrivas som en lutad variant av den raka stilen. Se vidare oblik.

## Falsk och äkta kursiv
I datorsammanhang skiljer man mellan äkta och falsk kursiv. Med falsk kursiv menas en rak stil som lutas av ett datorprogram. Den är vanligen en följd av att ett typsnitt som saknar kursiv ”kursiveras” i programmet. Falsk kursiv är inte detsamma som oblik stil, och bör ej användas då den äkta kursiva stilen, tecknad av teckensnittskonstnären, finns att tillgå.
I många teckensnitt är gemenerna "äkta" kursiva, d.v.s. har en utformning som påminner om skrivstil, medan versalerna i regel är en oblik variant av den raka stilen. I vissa teckensnitt finns därför en swash-version av versalerna (d.v.s. tecken som har slängar eller slingor), som motsvarighet till "äkta" kursiv för versaler.

## Användningsområden

### Fysikaliska konstanter, storheter och variabler
Inom de naturvetenskapliga ämnena skrivs fysikaliska symboler samt variabler inom matematiken i regel i kursiv stil:
För att räkna ut våghastigheten hos en specifik våg används formeln
v = fλ,
där v är våghastigheten i m s−1, f är frekvensen i Hz och λ är våglängden i m.
Konstanter så som pi (π) och basen för den naturliga logaritmen (e) bör dock inte skrivas i kursiv stil, enligt svenska standard SS 03 61 07 (Grafisk teknik – Sättningsregler – Matematik och kemi) och ISO 31-11 (Storheter och enheter – Del 11: Matematiska tecken och symboler för bruk inom naturvetenskap och teknik).

### Emfas
I text (som annars är skriven i rak stil) skrivs i regel nyckelord eller annan text som särskilt ska framhävas i kursiv stil, istället för i fet stil, s p ä r r a d eller understruken.

### Vetenskapliga namn
Inom bl. a. medicin och biologi skrivs i regel vetenskapliga namn i kursiv stil:
Luftstrupen (trachea) utgör förbindelsen mellan struphuvudet (larynx) och de båda lungornas huvudbronker.
När det gäller vetenskapliga namn inom taxonomi skrivs de generellt kursivt om det gäller släkten eller lägre taxa, medan familj eller högre taxa skrivs med rak skrift.
Älgen (Alces alces) är det största hjortdjuret (Cervidae).

### Musiktermer
Vissa musiktermer, så som crescendo, pizzicato, piano, fortissimo etc. skrivs ibland i kursiv stil.

### Introducerade termer
När nya termer introduceras, skrivs de med kursiv text.
De fallande vinst- och lönenivåerna till följd av ökande konkurrens kallar Marx för profitkvotens fallande tendens.

### Begrepp på främmande språk
Begrepp som inte översätts till svenska.
På menyn finns musslor, löksoppa, coq au vin, och andra franska klassiker.
Antarktis är terra nullius och tillhör inte någon enskild stat.

### Lyrik
När prosa avbryts av en sång eller en dikt.
Det är dags att stämma upp för sång för födelsedagsbarnet: Ja må hon leva, ja må hon leva, ja må hon leva uti hundrade år!

### Fartyg
Namn på fartyg skrivs med kursiv stil.
Ubåten Gotland designades och byggdes av Kockums i Malmö.
Den 10 april lämnade Titanic Southampton för sin jungfruresa.

### Verk
Namn på verk, såsom böcker, teaterpjäser, filmer, större musikstycken och skivalbumtitlar kursiveras vid behov för att förtydliga gränsen mellan namnet och omgivande löptext. Om det tydligt framgår vad som är namn behövs ingen kursivering:
Det lärde han sig från Så funkar det som han läste som liten.
Debattartikeln publicerades i Dagens Nyheter samma dag.